# تفجير بورصة جاكرتا
تفجير بورصة جاكرتا كان هجومًا إرهابيًا على بورصة جاكرتا وقع في 14 سبتمبر 2000م.
انفجرت سيارة مفخخة في الطابق السفلي من المبنى، مما أدى إلى سلسلة من الانفجارات التي اشتعلت فيها النيران في عدد من السيارات. كان معظم القتلى سائقين ينتظرون أصحاب العمل. كان كثير منهم قد اختبأوا في سياراتهم ولكنهم اختنقوا لأن الدخان الأسود المتصاعد غمر مستويات الطابق السفلي.

## التحقيق
في أغسطس 2001 حكمت محكمة إندونيسية على رجلين بالسجن لمدة 20 عامًا لتدبير الهجوم. كان الرجلان من أعضاء وحدة القوات الخاصة الإندونيسية الشهيرة كوباسوس. وكان ممثلو الادعاء قد طالبوا بعقوبة الإعدام على توكو إيسموهادي جعفر والسجن مدى الحياة لشريكه نورادين الذي نجا من الاحتجاز في يوليو 2001، لكن محكمة جنوب جاكرتا حكمت عليه غيابياً. رفضت المحكمة الحكم بالإعدام على جعفر قائلة إنه بينما كان قد أمر بالتفجير، لم يشارك بنشاط في مسرح الجريمة في وسط جاكرتا.